# Puchar Ameryki Północnej w skeletonie 2020/2021
Puchar Ameryki Północnej w skeletonie 2020/2021 – 21. edycja tej imprezy. Cykl rozpoczął się w amerykańskim Park City 26 stycznia 2021 roku, a zakończył 5 lutego 2021 roku w Lake Placid w USA. Łącznie rozegrano 10 konkursów: 5 dla mężczyzn i 5 dla kobiet.

## Kalendarz Pucharu Ameryki Północnej
| Lp.    | Data             | Miejscowość | Konkurencja | 1. Miejsce        | 2. Miejsce                    | 3. Miejsce                    |
| ------ | ---------------- | ----------- | ----------- | ----------------- | ----------------------------- | ----------------------------- |
| 1. PAP | 26 stycznia 2021 | Park City   | Kobiety     | Megan Henry       | Savannah Graybill             | Mystique Ro                   |
| 1. PAP | 26 stycznia 2021 | Park City   | Mężczyźni   | John Daly         | Daniel Barefoot               | Brendan Doyle Joel Seligstein |
| 1. PAP | 27 stycznia 2021 | Park City   | Kobiety     | Megan Henry       | Madison Charney               | Mystique Ro                   |
| 1. PAP | 27 stycznia 2021 | Park City   | Mężczyźni   | John Daly         | Daniel Barefoot Brendan Doyle | –                             |
| 1. PAP | 28 stycznia 2021 | Park City   | Kobiety     | Megan Henry       | Madison Charney               | Leslie Stratton               |
| 1. PAP | 28 stycznia 2021 | Park City   | Mężczyźni   | John Daly         | Brendan Doyle                 | Blake Enzie                   |
| 2. PAP | 4 lutego 2021    | Lake Placid | Kobiety     | Savannah Graybill | Mystique Ro                   | Madison Charney               |
| 2. PAP | 4 lutego 2021    | Lake Placid | Mężczyźni   | John Daly         | Stephen Garbett               | Alex Ivanov                   |
| 2. PAP | 5 lutego 2021    | Lake Placid | Kobiety     | Mystique Ro       | Savannah Graybill             | Madison Charney               |
| 2. PAP | 5 lutego 2021    | Lake Placid | Mężczyźni   | John Daly         | Stephen Garbett               | Alex Ivanov                   |

## Klasyfikacje

### Kobiety
| Miejsce | Pilot             | Kraj                                 | PKC | PKC | PKC | LPD | LPD | Punkty |
| ------- | ----------------- | ------------------------------------ | --- | --- | --- | --- | --- | ------ |
| 1.      | Madison Charney   | Kanada                               | 5.  | 2.  | 2.  | 3.  | 3.  | 285    |
| 2.      | Mystique Ro       | Stany Zjednoczone                    | 3.  | 3.  | –   | 2.  | 1.  | 250    |
| 3.      | Savannah Graybill | Stany Zjednoczone                    | 2.  | 5.  | –   | 1.  | 2.  | 250    |
| 4.      | Leslie Stratton   | Szwecja                              | 4.  | 7.  | 3.  | 4.  | 4.  | 243    |
| 5.      | Megan Henry       | Stany Zjednoczone                    | 1.  | 1.  | 1.  | –   | –   | 225    |
| 6.      | Shannon Galea     | Malta                                | 10. | 12. | 12. | 8.  | 8.  | 160    |
| 7.      | Grace Dafoe       | Kanada                               | DSQ | 8.  | 6.  | 7.  | 5.  | 159    |
| 8.      | Audra Segree      | Jamajka                              | DSQ | 11. | 11. | 5.  | 7.  | 143    |
| 9.      | Kellie Delka      | Portoryko                            | 6.  | 4.  | 4.  | –   | –   | 140    |
| 10.     | Katie Tannenbaum  | Wyspy Dziewicze Stanów Zjednoczonych | 7.  | 6.  | 5.  | –   | –   | 123    |

### Mężczyźni
| Miejsce | Pilot           | Kraj              | PKC | PKC | PKC | LPD | LPD | Punkty |
| ------- | --------------- | ----------------- | --- | --- | --- | --- | --- | ------ |
| 1.      | John Daly       | Stany Zjednoczone | 1.  | 1.  | 1.  | 1.  | 1.  | 375    |
| 2.      | Blake Enzie     | Kanada            | 7.  | 5.  | 3.  | 8.  | 4.  | 224    |
| 3.      | Troy Wilson     | Kanada            | 11. | 9.  | 9.  | 5.  | 5.  | 188    |
| 4.      | Brendan Doyle   | Irlandia          | 3.  | 2.  | 2.  | –   | –   | 185    |
| 5.      | Daniel Barefoot | Stany Zjednoczone | 2.  | 2.  | –   | 4.  | –   | 180    |
| 6.      | Joel Seligstein | Izrael            | 8.  | 10. | 7.  | 7.  | 8.  | 180    |
| 7.      | David Park      | Kanada            | 9.  | 11. | 11. | 6.  | 6.  | 174    |
| 8.      | Chris Strup     | Stany Zjednoczone | 5.  | 4.  | 4.  | –   | –   | 145    |
| 9.      | Jared Firestone | Izrael            | 3.  | 6.  | 5.  | –   | –   | 140    |
| 10.     | Stephen Garbett | Stany Zjednoczone | –   | –   | –   | 2.  | 2.  | 130    |